# 沙栖蛤
沙栖蛤（学名：Gobraeus kazusensis），是帘蛤目紫云蛤科Gobraeus的一种。主要分布于韩国、中国大陆，常栖息在潮间带。